# Aristida

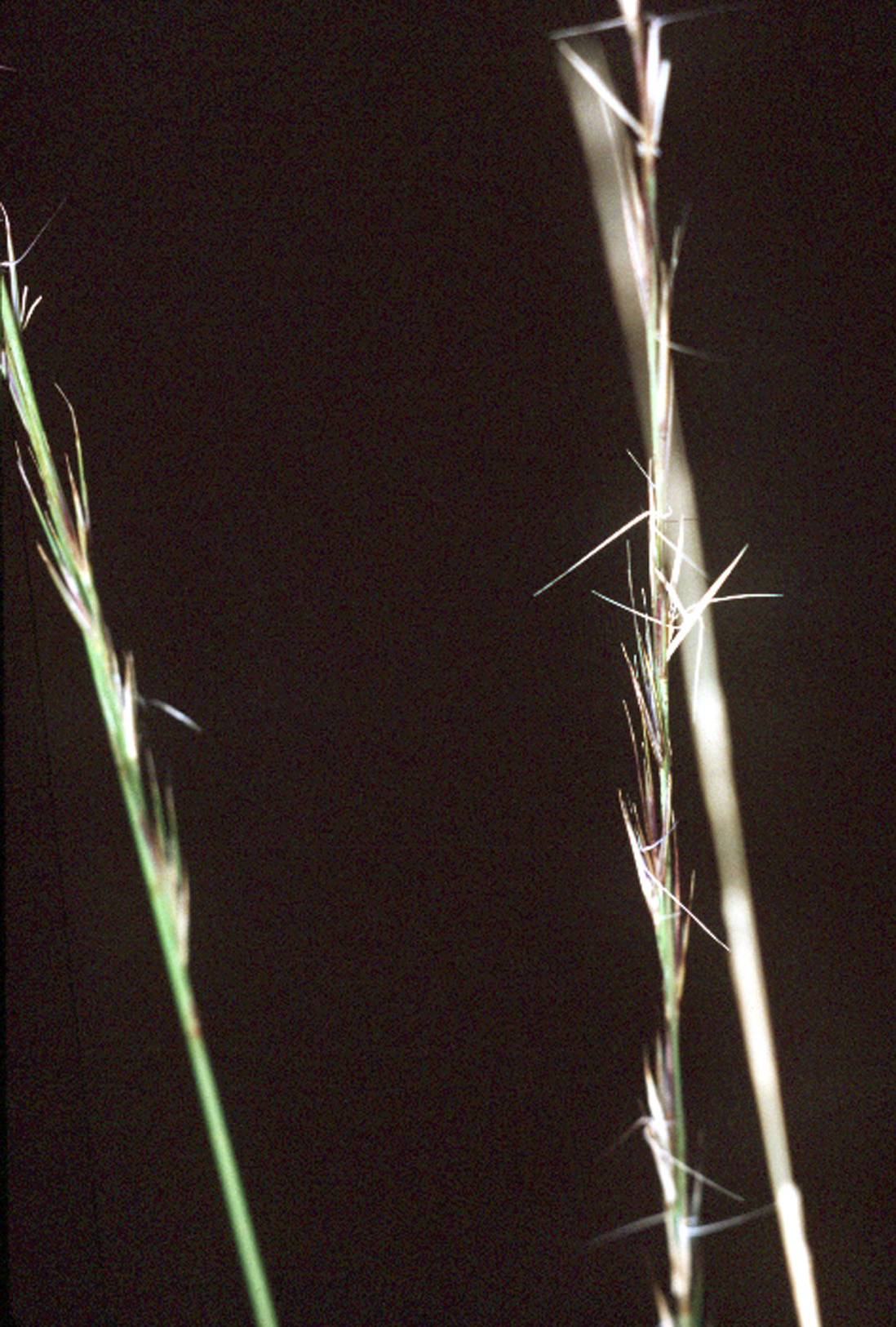
Pineland three-awn (A. stricta) flowers

Aristida là một chi thực vật có hoa phân bố gần như toàn cầu thuộc họ Hòa thảo (Poaceae). Chi này gồm khoảng 300 loài, tập trung ở vùng nóng ấm khô cằn. Tên chi Aristida bắt nguồn từ từ "arista" tiếng Latinh.
Chi này là thực vật đặc trưng vùng đồng cỏ bán khô cằn. Tên vùng Wiregrass ở Bắc Mỹ được đặt theo tên thường gọi tiếng Anh của loài A. stricta. Một số khu vực khác nơi chi này là một phần quan trọng của hệ sinh thái gồm Carolina bays, vùng sandhills của the Carolinas (hai bang Carolina), vùng cây bụi Acacia aneura ở Úc và vùng đồng cỏ xeric quanh hồ Turkana tại châu Phi. Sự tăng trưởng của các loài Aristida trong một khu vực thường là dấu hiệu của sự chăn thả quá mức.

## Loài
Một số loài:
- Aristida adscensionis L.
- Aristida anaclasta
- Aristida basiramea
- Aristida behriana F.Muell.
- Aristida beyrichiana
- Aristida burkei
- Aristida californica
- Aristida calycina R.Br.
- Aristida capillacea Lam.
- Aristida chaseae
- Aristida congesta
- Aristida contorta F.Muell.
- Aristida dichotoma Michx.
- Aristida divaricata
- Aristida granitica
- Aristida guayllabambensis
- Aristida junciformis
- Aristida longespica
- Aristida oligantha Michx.
- Aristida portoricensis
- Aristida pungens
- Aristida purpurascens Poiret
- Aristida purpurea
- Aristida ramosa R.Br.
- Aristida refracta
- Aristida rhizomophora
- Aristida rufescens
- Aristida stricta
- Aristida tuberculosa
- Aristida vagans
- Aristida vaginata